# Vincent Jacquet
Pour les articles homonymes, voir Jacquet.
Vincent Jacquet, né en juillet 1969 à Montbéliard (Doubs) et mort le 30 mars 2022 à Aigle dans la période de son mandat de Directeur du Centre mondial du cyclisme, est un dirigeant français de cyclisme.

## Biographie
Formé à l'université de Franche-Comté, Vincent Jacquet avait suivi une formation en sciences et techniques des activités physiques et sportives (STAPS). Durant différents postes, il instaure la filière VTT à Besançon et celle du BMX au Creps d’Aix-en-Provence. De août 2013 à décembre 2019, il est directeur technique nationale de la Fédération française de cyclisme. Dans le Jura, lors de son poste de Directeur du CNSNMM sur une période de deux ans, il avait entre autres dirigé des travaux sur le stade de biathlon des Tuffes et permis la mise en place d’une structure professionnelle pour l'accueil de la Coupe du monde de combiné nordique à Chaux-Neuve dans le département du Doubs.

## Vie privée
Vincent Jacquet est un proche de David Lappartient, l'ancien président de l'UCI. Durant sa jeunesse il pratiquait le Rugby à XV qui l'emmena jusqu'à la 2e division avec le club de Dijon en Bourgogne. Avec sa femme Karen, ils ont ensemble quatre enfants. Vincent était un touche à tout, il crée une association de parents d'élèves dans sa commune à Devecey, il occupe des postes de conseillers municipaux comme celui de Châtillon-le-Duc.

## Parcours
- 2002-2007 : Conseiller Sport au cabinet du Ministre des Sports
- 2008-2011 : Directeur du Creps PACA
- 2011-2013 : Directeur du Centre National de Ski Nordique et de Moyenne Montagne (CNSNMM)
- 2013-2017 : Directeur Technique National de la Fédération Française de Cyclisme
- 2017-2019 : Directeur de Cabinet - Conseil départemental du Doubs
- 2019-2022 : Directeur des Relations internationales, du développement et du Centre mondial du cyclisme à l'UCI